# Arcada del carrer Màrtirs
L'Arcada del carrer Màrtirs és una obra de Vilajuïga (Alt Empordà) inclosa a l'Inventari del Patrimoni Arquitectònic de Catalunya.

## Descripció
Situada al nord del nucli urbà de Vilajuïga, al sector sud del veïnat de Dalt de la població, al bell mig del carrer dels Màrtirs
Es tracta d'una arcada d'arc de mig punt, integrada dins d'un cos adossat situat davant la façana orientada al carrer. Tot i que actualment es troba arrebossada i pintada de color blau cel, fou bastida amb pedra i morter de calç. Dona accés a l'interior de l'edifici a través d'una porta de fusta rectangular. Davant seu hi ha unes escales de tres trams, que donen accés a la primera planta de la casa. Aquest espai s'hauria destinat a terrassa, en un principi. La resta de l'edifici presenta el parament arrebossat i pintat de tonalitat rosada. Està distribuït en planta baixa i pis, amb un espai obert a mode de pati, situat davant la porta d'arc rebaixat d'accés a l'interior.